# 山内正
山内 正（やまのうち ただし、1927年8月22日 - 1980年12月20日）は、東京都出身の作曲家。父親は弁士の山野一郎。長兄は俳優の山内明。次兄は脚本家の山内久。妹は同じ伊福部門下の作曲家小杉太一郎と結婚したので、小杉は義弟にあたる。

## 来歴・人物
当初、バイオリニストを目指し、1940年から桂平太にバイオリンと音楽の基礎を学ぶが、戦時中の勤労動員により指を酷使し痛め、バイオリニストの道を断念する。1953年作曲に転じ、伊福部昭に弟子入りし作曲と管弦楽法を学ぶ。伊福部への弟子入りは、弟を弟子にするよう兄が伊福部を京都に向かう汽車の中で口説いたのだという。
1961年、「陽旋法による交響曲」によってTBS賞を受賞。
勤労動員によりバイオリニストの道を挫折したり、中野の実家で東京大空襲に遭遇したが、これらの戦時中の体験によって平和、反戦を希求するようになり、芸術による社会改革、世界平和への貢献ということを意識していた。
ベートーベンやブラームスを敬愛した。1980年12月20日、心不全で死去。53歳没。
タレント・エッセイストの山内美郷は明の娘で、正の姪にあたる。

## 主要音楽作品

### 純音楽
- 管弦楽曲「陽旋法による交響曲」（1961年）
- バレエ音楽「角兵衛獅子」
- ピアノ曲「ピアノソナタ第一番」

### 映画
- 『黒の超特急』（1964年、増村保造監督、大映東京）
- 『卍』（1964年、増村保造監督、大映東京）
- 『清作の妻』（1965年、増村保造監督、大映東京）
- 『大怪獣ガメラ』（1965年、湯浅憲明監督、大映東京）
- 『陸軍中野学校』（1966年、増村保造監督、大映東京）
- 『大怪獣空中戦 ガメラ対ギャオス』（1967年、湯浅憲明監督、大映東京）
- 『早射ち犬』（1967年、村野鐵太郎監督、大映東京）
- 『セックス・チェック 第二の性』（1968年、増村保造監督、大映東京）

### テレビ
- 東京警備指令 ザ・ガードマン（1965~71年）
- 闇からの声（1970年）